# Liste des députés des Cent-Jours

Cette liste recense les personnes qui ont assuré un mandat de député au cours des Cents-Jours.
- Haut – A
- B
- C
- D
- E
- F
- G
- H
- I
- J
- K
- L
- M
- N
- O
- P
- Q
- R
- S
- T
- U
- V
- W
- X
- Y
- Z

## H
- Pierre Hanus
- Julien-Pierre-Jean Hardouin
- Julien Hardouin-Rivery
- Jean-Marie Harlé
- Louis Michel Hattingais
- Charles Guillaume Hello
- Alexandre Hellot
- Jean-Baptiste Hérard
- Jean-Baptiste Herbin-Dessaux
- Pierre Mathias Joseph Wartelle d'Herlincourt
- Joseph-François Hernandez
- Charles-Gilbert Heulhard de Montigny
- Jean-Conrad Hottinguer
- Pierre Charles François Hubert
- Jean-Baptiste Claude Raynault Huet de Coëtlisan
- Étienne Huet-Laval

## I
- François Isabel des Parcs

## J
- Nicolas Dionis Jacques Jacomet
- Jean Joseph Jacotot
- François Césaire Jean Joseph Jalabert
- Laurent-Marie Janet
- Antoine Janin
- Jean François Jérôme Jaubert
- Antoine Jay
- Ignace Jean
- Pierre Marie Jobert-Lucas
- Jean-Emmanuel Jobez
- Louis Joseph Joliat
- Jacques Jomard
- Joseph François Joubert-Bonnaire
- Michel Paul Noël Jouffard
- Joseph Joulietton
- Bernard Juéry
- Charles Henri Armand Julien
- Étienne Jumentier
- Nicolas Louis Juteau

## K
- Jean Louis Bonaventure de Kenny
- Jacques Félix Calloc'h de Kerillis

## N
- Charles Henry Nérat
- Joseph Ninon
- Jean-Baptiste Not
- Raymond Noubel
- Jean-Baptiste-Antoine Nourrisson
- Pierre Georges Marie de Nully d'Hécourt

## O
- Pierre-Agathange Odier-Laplaine
- Joseph Fiacre Olivier de Gérente
- Pierre Ferdinand Ozenne

## Q
- Claude-Michel Quantin

## U
- Athanase Urguet de Saint-Ouen

## W
- Louis Joseph de Warenghien de Flory
- Jacques Watelier